# Андре Фросар
Андре Фросар (фр. André Frossard; 14 січня 1915, Коломб'є-Шатело, департамент Ду, Франція — 2 лютого 1995, Версаль, Франція) — французький журналіст, письменник, філософ, член Французької Академії Наук, з 1962 року був головним редактором французької газети «Фігаро», друг папи римського Іоанна Павла II.

## Біографія
Змалку Андре Фроссар виховувався в атмосфері атеїстичної ідеології. Його батьком був Луї-Оскар Фроссарruen — відомий французький політичний діяч, який, будучи генсеком соціалістичної СФІО, заснував у 1920 році французьку Комуністичну партію і став її першим секретарем, а потім повернувся до соціалістів і неодноразово входив до кабінетів міністрів.
У 1935 році двадцятирічний Андре Фроссар працював у Парижі як журналіст-початківець. 8 червня 1935 року Андре Фроссар разом зі своїм другом Андре Віллеменом відвідав католицький храм, після чого він відчув духовне звернення. З того часу Андре Фроссар став прихильником католицтва. Після прийняття таїнства хрещення він деякий час жив у монастирі трапістів у Сіто, але вирішивши, що у нього немає покликання бути ченцем, 1 вересня 1936 року вступив на військову службу до морського військового флоту.
На початку Другої світової війни був призваний на службу на поштовий корабель «Куба». У січні 1941 року, після капітуляції Франції, повертається до Марселя, де отримує місце директора транспортного виробництва у Ліоні. Він входить у французький рух опору гітлерівської Німеччини. У 1942 році був заарештований Гестапо і ув'язнений. Разом з ним ув'язнений перебував російський поет Володимир Корвін-Піотровський. Пізніше було відправлено до концентраційного табору Форт Монтлюк. Весною 1945 року його було звільнено з концтабору.

## Літературна діяльність
Написав численні богословські, філософські та публіцистичні праці, присвячені католицтву. 1969 року публікує історію свого звернення у книзі «Бог існує. Я зустрів Його» (Dieu existe, je l'ai rencontré), яка була видана масовим тиражем. Майбутній римський папа Іван Павло II, кардинал Кароль Войтила, прочитавши цю книгу, зустрівся з Андре Фросаром. З того часу вони стали друзями. На початку свого понтифіката Іван Павло ІІ попросив Андре Фросара взяти у нього інтерв'ю. Це було перше в історії інтерв'ю з Іваном Павлом II, результатом якого стала видана 1982 року масовим тиражем книга «Не бійтесь! Діалог з Іваном Павлом II» (N'ayez pas peur, dialogue avec Jean-Paul II).